# 2021 en aéronautique
Chronologie de l'aéronautique
- 2017
- 2018
- 2019
- 2020
- 2021
- 2022
- 2023
- 2024
- 2025

Cet article présente les faits marquants de l'année 2021 en aéronautique.

## Évènements

### Janvier

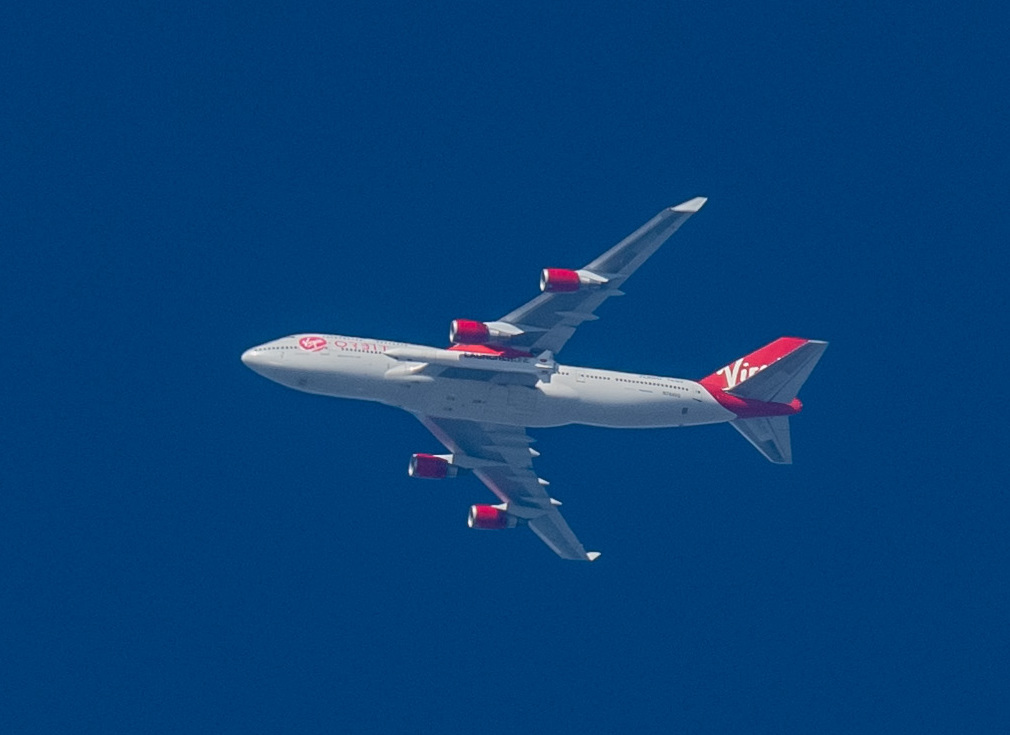
La fusée LauncherOne accrochée au Boeing 747 Cosmic Girl avant son premier lancement réussi le 17 janvier 2021.

- 1er janvier : La compagnie aérienne néerlandaise Windward Islands Airways, basée à Saint-Martin, bénéficie d'une aide d'État. La société qui est la seule entreprise à maintenir des connexions avec les six régions caribéennes du Royaume des Pays-Bas recevra un prêt de 2,7 millions d'euros car les déplacements nécessaires sont compromis[1]. De très nombreuses autres compagnies aériennes de toutes tailles reçoivent des aides publiques à travers le monde à la suite de la crise économique liée à la pandémie de Covid-19.

- 4 janvier : Annonce de la signature d'un accord de gouvernement à gouvernement portant sur la formation de la Force aérienne grecque. Dans ce cadre, l'industrie israélienne, à travers Elbit Systems, fournira dix avions d'entraînement italiens M-346 à la force grecque, et sera chargée de la maintenance des T-6 Texan actuellement en service. Le contrat, estimé à 1,68 Md$, porte sur 20 ans[2].

- 7 janvier : Boeing conclut avec le département de la Justice des États-Unis un accord pour payer plus de 2,5 milliards de dollars après avoir été accusé de fraude sur la certification du Boeing 737 Max: une amende pénale de 243,6 millions de dollars, 1,77 milliard de dollars de dommages-intérêts aux clients des compagnies aériennes et un fonds de 500 millions de dollars pour les victimes d'accident[3].

- 9 janvier : le Boeing 737-500 du vol Vol Sriwijaya Air 182 s'écrase en mer de Java en Indonésie avec 62 personnes.

- 10 janvier : Dernier vol commercial du Boeing 717 en Europe[4].

- 13 janvier : Le Gouvernement de l'Inde finance pour l'équivalent de 6,4 milliards de dollars l'acquisition de 73 monoplaces LCA HAL Tejas au standard Mk1A et de 10 biplaces LCA T (Tandem) Mk1A. La production du Mk1A devrait démarrer en 2022, les livraisons débuter en 2024 pour se terminer en 2028[5].

- 17 janvier : premier tir réussi du lanceur LauncherOne depuis un Boeing 747-400[6].

- 20 janvier : Les Émirats arabes unis signent un accord sur les modalités relatives à l’acquisition de 50 avions de combat F-35A livrables à partir de 2027, de 18 drones MALE MQ-9B SeaGuardian et munitions pour 23 milliards de dollars[7].

- 25 janvier : Signature par la Grèce d'un contrat d'achat de 18 avions de combat Dassault Rafale dont douze provenant de l’inventaire de l'Armée de l'air et de l'espace française pour un montant d'environ à 2,5 milliards d'euros, armement et maintenance compris[8].

### Février
- Le seul prototype de l'Antonov An-132 se voit retiré son certificat de navigabilité marquant la fin de ce programme[9].
- 2 février : premier vol de la version F-15EX de l'avion de combat américain F-15 Eagle[10].
- 10 février : une attaque de drones Houthis contre l'aéroport international d'Abha en Arabie Saoudite déclenche un incendie à bord de l'Airbus A320-214 immatriculé HZ-FAB de flyadeal[11].
- 11 février: 
  - Bombardier Aéronautique annonce la fin de la production d'avions neufs Learjet a Wichita dans l'année en cours[12].
  - Air Namibia suspend ses activités après avoir été en déficit depuis près de 30 ans[13].
- 19 février : un Northrop T-38 Talon d'entraînement de l'USAF s'écrase entraînant la mort de ses deux pilotes près de l'aéroport régional de Montgomery en Alabama[14].
- 20 février : 
  - le Boeing 777 du vol 328 de United Airlines a un réacteur qui s'enflamme après le décollage entraînant un atterrissage d'urgence sans blessés.
  - un Beechcraft King Air B350i de la Force aérienne nigériane s'écrase alors qu'il rentrait vers l'aéroport d'Abuja après avoir constaté une défaillance moteur. L'accident entraine la mort des sept personnes à bord[15].
  - retrait du service de la flotte d'hélicoptères d'entrainement Bell TH-67 Creek de la United States Army Aviation Branch[16]..
- 26 février : livraison du 1945e et dernier Bombardier Canadair Regional Jet[17].
- 27 février : premier vol du drone de combat australien Boeing Airpower Teaming System (en) de Boeing Australia (en)[18].

### Mars

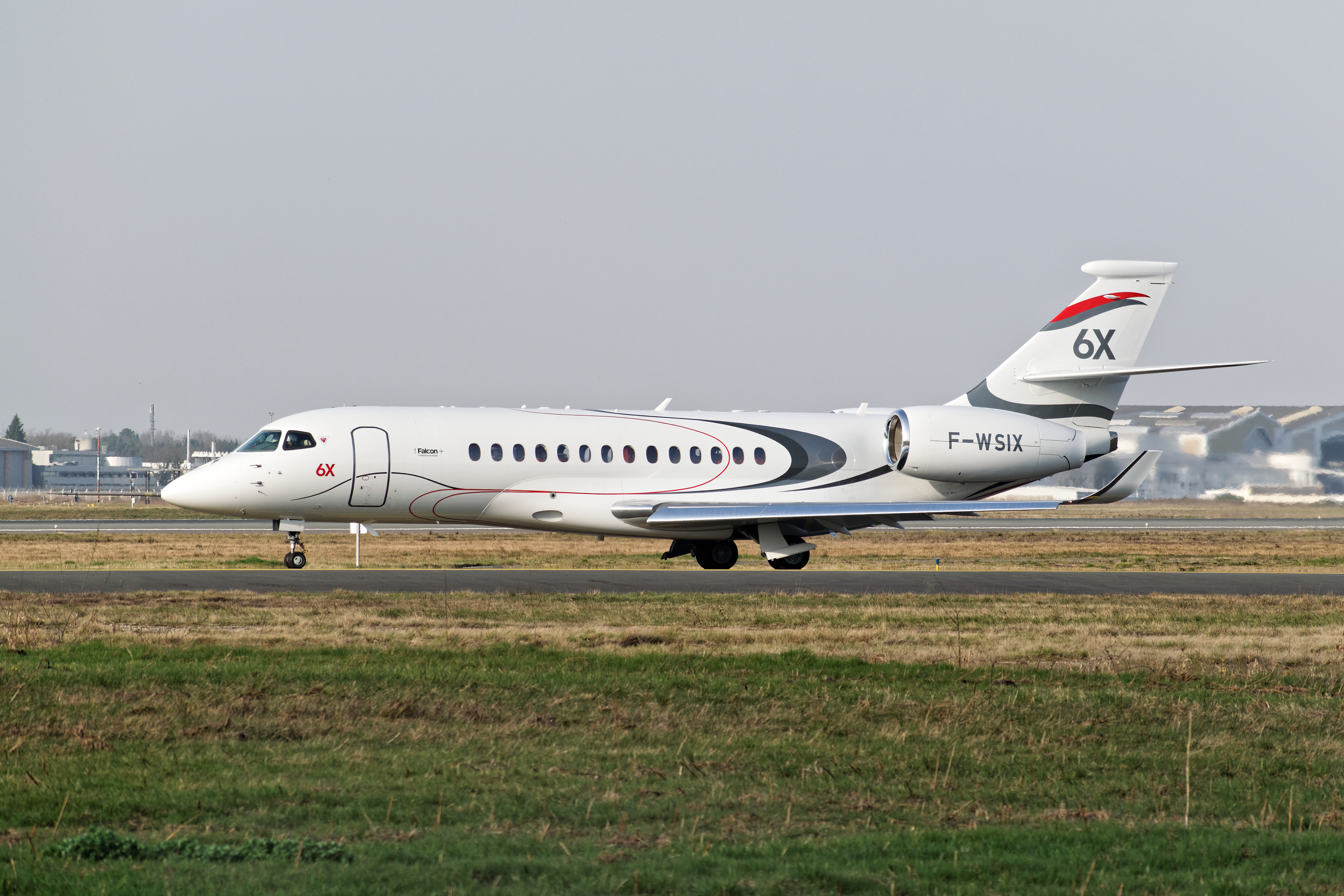
Le premier Dassault Falcon 6X le 4 mars 2021.

- 2 mars : un Let L-410 Turbolet s'écrase immédiatement après le décollage de Pieri, comté d'Uror (en), Soudan du Sud, entrainant la mort des douze personnes à bord.
- 4 mars : un hélicoptère Cougar de l'armée de terre turque s'écrase dans la région de Bitlis. Onze militaires turcs dont un général d'armée sont tués et deux autres blessés.
- 10 mars : premier vol de l'avion d'affaires Dassault Falcon 6X.
- 13 mars : un Antonov An-26 des Forces armées kazakhes s'écrase à l'atterrissage a Almaty faisant quatre tués et deux blessés[19].
- 17 mars : 
  - Premier vol du 253e et dernier Airbus A380[20]
  - Les ultimes McDonnell Douglas F-4 Phantom II, dont le premier reçu en 1971, sont retirés du service dans la force aérienne d'autodéfense japonaise[21].
- 18 mars : un hélicoptère Mil Mi-17 de l'armée nationale afghane est abattu par une milice chiite dans  la province de Wardak, centre de l'Afghanistan. Les  quatre membres d’équipage et cinq membres des forces de sécurité a bord sont décédés[22].
- 20 mars :
  - Dernier vol d'un Boeing 747 de China Airlines, la principale compagnie aérienne taïwanaise[23].
  - Un Boeing 737-400 de Trigana Air Service a l'aéroport Halim-Perdanakusuma fait une sortie de piste lors d'un atterrissage à l'aéroport Halim-Perdanakusuma de Djakarta. Pas de blessés, l'avion est démantelé sur place[24].
- 22 mars : Deux Northrop F-5 Freedom Fighter de la Force aérienne de la république de Chine entre en collision[25] entraînant la mort des deux pilotes[26].
- 30 mars : livraison du premier hélicoptère Airbus Helicopters H225M Caracal de la Force aérienne de la république de Singapour[27].
- 31 mars : 
  - Livraison du millième avion d'affaires Cessna Citation Excel[28].
  - un Alpha Jet de la force aérienne nigériane s'écrase avec deux pilotes lors d'une mission de combat contre Boko Haram[29].
  - Alaska Airlines a officiellement rejoint Oneworld et devient le quatorzième membre à part entière de l'alliance[30],[31].

### Avril

Premier vol d'Ingenuity

- 7 avril : un NF-5A de la patrouille acrobatique nationale turque Türk Yıldızları s'écrase tuant son pilote[32].
- 19 avril : l'hélicoptère Ingenuity devient le premier engin motorisé à effectuer un vol stationnaire dans l'atmosphère de Mars, et le premier hors de la Terre.
- 20 avril : 
  - premier vol commercial de Andorra Airlines (en)[33].
  - un MiG-21 de la force aérienne roumaine s'écrase dans le județ de Mureș, le pilote s'est éjecté[34].

### Mai
- 6 mai : Dassault dévoile son projet d'avion d'affaires Dassault Falcon 10X dont le premier vol est prévu vers 2025[35].
- 10 mai : les 4 membres d’équipage d'un hélicoptère bombardier d’eau chinois Z-8A, immatriculé 应急308, qui s’est écrasé au lac Erhai dans la matinée lors d’une opération[36], n’ont pas survécu au crash[37],[38].
- 12 mai : collision en vol entre un avion-cargo Fairchild Metroliner de la compagnie Key Lime Air (N280KL) et un avion de tourisme Cirrus SR22 (N416DJ) en approche de l'aéroport Centennial près de Denver. L'avion cargo parvient à atterrir malgré de lourds dégâts et l'avion de tourisme utilise son parachute. Aucun blessé[39].
- 21 mai : 
  - le développement de l’avion d'affaire supersonique Aerion AS2 est stoppé[40].
  - un avion Beechcraft 350 de la Force aérienne nigériane immatriculé NGR203 transportant le chef d'état-major de l'armée de terre nigériane - le lieutenant général Ibrahim Attahiru d'Abuja à l'aéroport militaire de Kaduna a été détourné vers l'aéroport civil de Kaduna en raison du mauvais temps, mais lors de l'atterrissage et a dérapé hors de la piste et a pris feu. Les douze personnes à bord sont décédés[41].
- 22 mai : le SpaceShipTwo VSS Unity réussi son premier vol habité suborbital depuis Spaceport America située dans le désert près de Las Cruces au Nouveau-Mexique[42].
- 23 mai : le vol Ryanair 4978, à destination de Vilnius, est détourné vers Minsk afin d'arrêter un des passagers, Roman Protassevitch, opposant d'Alexandre Loukachenko.
- 25 mai : l'Union européenne demande que les compagnies aériennes enregistrées sur son territoire ne survolent la Biélorussie et que les avions biélorusses ne survolent pas l'UE[43], cela concerne également la Suisse, la Norvège et le Liechtenstein[44].
- 28 mai : 
  - le gouvernement croate annonce la commande de 12 Dassault Rafale provenant des stocks de l'Armée de l'air et de l'espace française pour les remplacer les MiG-21 croates vers 2023/2024[45].
  - Rolls-Royce inaugure le plus grand banc de test pour moteur d'avions au monde, le Testbed 80, a Derby[46].

### Juin
- 4 juin : Le prototype du drone Boeing MQ-25 Stingray ravitaille en vol un chasseur embarqué F/A-18 Super Hornet de l’US Navy. Il s'agit d'une première mondiale[47],[48],[49].
- 10 juin : Livraison du premier hélicoptère-école AgustaWestland AW119 Koala à l'US Navy qui le désigne TH-73A[50]
- 29 juin : ouverture de l'aéroport international de Chengdu-Tianfu[51]
- 30 juin : Le conseil fédéral suisse annonce l'achat de 36 F-35A pour un prix estimé avoisinant les cinq milliards de francs suisses.

### Juillet
- 4 juillet : Un C-130H Hercules de la Force aérienne philippine s'est écrasé avec 92 personnes à son bord alors qu'il s'apprêtait à atterrir sur l'île de Jolo. Un bilan provisoire fait état d'au moins 50 morts dont trois au sol et 49 blessés, des dizaines de personnes ont été sauvées de l'appareil en feu[52],[53],[54].
- 21 juillet : Livraison du premier chasseur Dassault Rafale a la force aérienne grecque[55].

### Août
- 14 août : premier accident d'un hydravion bombardier d'eau Beriev Be-200. Le premier reçu par la marine russe s'écrase dans la province de Kahramanmaraş alors qu'il intervenait sur des feux de forêt importants en Turquie avec 5 militaires russes et 3 turcs, aucun survivant[56].
- 15 août : les talibans prennent Kaboul. Cela conduit à l'effondrement de la force aérienne afghane. On compte, au 16 août, 22 avions et 24 hélicoptères militaires avec 585 aviateurs réfugiés en Ouzbékistan[57]. Un Super-Tucano s'est écrasé dans la Province de Sourkhan-Daria dans ce pays, abattu ou entré en collision avec un MiG-29 ouzbek[58]. Un avion-cargo C-17 Globemaster III lors de l'évacuation de Kaboul emporte un nombre record de 823 passagers afghans[59].
- 17 août : le premier prototype de l'avion de transport militaire russe Ilyushin Il-112 (en) s'écrase près de la base aérienne de Koubinka à la suite d'un incendie dans un moteur. Les trois membres d'équipage sont morts [60].

### Septembre
- 15 septembre : premier vol de l’avion électrique Rolls-Royce ACCEL (en) Spirit of Innovation.
- 18 septembre : livraison du premier hélicoptère UH-72B Lakota à la Army National Guard[61].
- 30 septembre : retrait de service de la flotte des Boeing E-3 Sentry de la Royal Air Force[62].

### Octobre
- Livraison début octobre du dernier turboréacteur General Electric CF6 produit depuis 1971[63].
- 5 octobre : Présentation des programmes d'avions d'affaires Gulfstream G400 et Gulfstream G800[64].
- 8 octobre : Le gouvernement indien annonce la vente d'Air India pour 180 milliards de roupies indiennes (équivalent à 2,07 milliards d'euros) à Tata Group. Une partie de l'importante dette d'Air India est déplacé dans une entité spéciale. Tata Group prend également une participation de 50 % dans Air India SATS Airport Services[65].
- 14 octobre ; Fin des opérations de la compagnie Alitalia.
- 15 octobre : Début des opérations de ITA - Italia Trasporto Aereo remplaçant Alitalia.
- 19 octobre: Le dépôt de bilan de l'aéroport de Francfort-Hahn est prononcé[66].

### Novembre
- Le programme d'avion de patrouille maritime franco-allemand Maritime Airborne Warfare System est annulé.
- 2 novembre : pour la première fois, un Airbus A340 atterrit en Antarctique. Immatriculé 9H-SOL, exploité par la compagnie portugaise Hi Fly et parti du Cap, il se pose — sur la Terre de la Reine-Maud — sur la piste de glace Wolf’s Fang situé près d'un « camp » de villégiature touristique du  même nom, géré par la société britannique White Desert (en)[67].
- 23 novembre : premier vol du turbopropulseur Beechcraft Denali[68].
- 29 novembre : 
  - retrait de la flotte de chasseurs F/A-18 Hornet de la force aérienne royale australienne[69].
  - un hélicoptère Mil Mi-17 des gardes-frontières de l'Azerbaïdjan s'écrase sur l’aérodrome de Garakheybat dans la région de Xızı lors d’un vol d’entraînement tuant les 14 personnes à bord[70].

### Décembre
- 3 décembre : un contrat pour l'achat de 80 chasseurs Dassault Rafale F-4[71] dans le cadre d'un contrat de 14 milliards d'euros et de 12 hélicoptères Caracal pour un milliard[72] est signé par les Émirats Arabes Unis[73].
- 4 décembre : l'opérateur saoudien The Helicopter Company (THC), appuyé par le Fonds public d'investissement d'Arabie saoudite, passe commande pour six hélicoptères Airbus Helicopters H160 dans la version "Corporate" ou "VIP", ACH160; et 20 Airbus Helicopters H145 cinq pales[74].
- 8 décembre : accident d'un Mil Mi-17 de l'armée de l'air indienne tuant 13 des 14 personnes à bord dont le chef d'état-major Bipin Rawat dans le district des Nilgiris[75].
- 9 décembre : la compagnie aérienne Hainan Airlines et ses filiales sont cédés  par HNA Group à Liaoning Fangda Group Industrial (en)[76].
- 10 décembre : 
  - la Finlande signe un contrat de 8,4 milliards d'euros pour 64 avions de combat Lockheed-Martin F-35A[77].
  - livraison du premier hélicoptère Airbus Helicopters H160 à un client[78].
- 11 décembre : livraison du premier hélicoptère NH-90 à la force aérienne du Qatar[79].
- 14 décembre : livraison des deux premiers des 28 chasseurs Eurofighter Typhoon commandés par le Koweït[80].
- 16 décembre : 
  - livraison du 272e et dernier avion de ligne Airbus A380 a la compagnie aérienne Emirates[81].
  - livraison du 1 700 e avion par Avions de transport régional[82].
  - Livraison du 200e avion d'affaires HondaJet[83].
  - Archer Aviation annonce que le Maker, son démonstrateur d’aéronef électrique à décollage et atterrissage vertical (eVTOL) a effectué son premier vol stationnaire[84].
- 17 décembre : vol d'adieu de la flotte d'avions de transport Lockheed C-130 Hercules de la Composante air belge[85] comprenant à cette date 3 avions[86].
- 20 décembre : le trésor public polonais annonce qu'il payera 80 millions d'euros d'indemnisation pour clore l'affaire des hélicoptères Caracal en raison de la rupture du contrat par la Pologne en 2015[87].
- 22 décembre : le gouvernement français  officialise la commande de 169 hélicoptères H160M "Guépard" destinés aux forces armées françaises. Ils sont livrable à partir de 2027.
- 29 décembre: 
  - annonce de la livraison à partir de mars 2022 de 25 chasseurs J-10C chinois au Pakistan[88].
  - le ministère israélien de la Défense indique qu’il avait signé l’achat de deux avions ravitailleurs Boeing KC-46A Pegasus et de douze hélicoptères de transport lourd Sikorsky CH-53K King Stallion (avec 6 autres en option) - première vente à l'exportation de ce dernier - pour un montant total de 3,1 milliards de dollars (2,7 milliards d’euros).

## Généralités
Airbus a livré 611 avions de ligne a 88 clients : 50 A220, 483 A320, 18 A330, 55 A350, et les cinq derniers A380. Il a reçu 771 commandes brutes et 507 nettes. Au 31 décembre 2021, le carnet de commandes est de 7 082 avions.  
Airbus Helicopters a livré 338 hélicoptères contre 300 en 2020. Les commandes nettes passe de 268 en 2020, à 414 en 2021.
Boeing a livré 340 avions de ligne : 263 B737, 7 B747, 32 B767, 24 B777 et 14 B787. 507 commandes nettes en 2021, 771 sans prendre en compte les annulations et conversions (en réintégrant 56 commandes retirées en 2020, sans cet ajustement, ses commandes nettes s'élèvent à 479 appareils). Au 31 décembre 2021, son carnet de commandes compte 4 250 appareils, dont 3 376 pour des 737 MAX. Il y a eu une perte nette de 4,29 milliards de dollars américains, pour un chiffre d'affaires de 62,286 milliards. 
Lockheed Martin livre 142 chasseurs F-35.
Embraer a livré 141 avions civils, dont 48 avions commerciaux et 93 avions d'affaires.
Dassault Aviation a livré 30 avions d'affaires Falcon et 25 Dassault Rafale en 2021. Le groupe a reçu 100 commandes. 51 Falcon ont été commandés, contre 15 en 2020. 49 Rafale ont été commandés (37 Export et 12 France). Ce chiffre ne comprend pas la commande de 80 Rafale aux Émirats Arabes Unis. Au 31 décembre 2021, le carnet de commandes inclut : 55 Falcon contre 34 Falcon au 31 décembre 2020, 86 Rafale contre 62 Rafale au 31 décembre 2020.
Avions de transport régional livre 31 avions de transport turbopropulseurs et reçoit 35 commandes.
Pilatus livre 152 avions : 45 PC-24, 88 PC-12 NGX, 17 PC-21 et 2 PC-6.
Daher livre 68 avions mono-turbopropulseurs Kodiak et TBM (51 TBM 940 et TBM 910).
Safran livre 952 moteurs, dont 845 CFM International LEAP (qui équipent environ 60% des Airbus A320neo et tous les Boeing 737 MAX) et 107 CFM 56 .